# Вестерботтен (провинция)
Вестерботтен (швед. Västerbotten), Вестерботния или Западная Ботния — историческая провинция Швеции в историческом регионе Норрланд. Составляет восточную часть современного лена Вестерботтен.

## История
С 1634 года провинции Швеции не выполняют каких-либо административных функций, эта роль выполняется ленами. И если границы последних регулярно меняются, то провинции обычно неизменны на протяжении веков.
Тем не менее, в виде исключения, границы Вестерботтена несколько раз менялись в течение истории.
Со времен колонизации земель верхнего Норрланда под Вестерботтеном понималась вся территория вдоль западного берега северной части Ботнического залива, откуда и произошло название Вестерботтен, в противоположность Эстерботтену на противоположном берегу залива.
После победы России в Русско-шведской войне 1808—1809 годов по Фридрихсгамскому договору Шведское королевство уступило ей земли восточнее рек Торнио и Муонио, в том числе небольшую часть на северо-востоке Вестерботтена. На завоёванных землях было образовано Великое княжество Финляндское в составе Российской империи, в частности, вышеупомянутые земли Вестерботтена были включены в Улеаборгскую губернию как уезд Торнео и перестали рассматриваться как часть Вестерботтена.
Сразу после этого из лена Вестерботтен, включавшего к тому моменту оставшиеся в Швеции территории провинций Вестерботтен и Лаппланд, был выделен лен Норрботтен. И с этого момента начался (нехарактерный в целом для Швеции) процесс признания Норрботтена отдельной провинцией, который завершился в 1995 году официальным утверждением герба провинции Норрботтен.